# Manota pectinata
Manota pectinata är en tvåvingeart som beskrevs av Heikki Hippa 2006. Manota pectinata ingår i släktet Manota och familjen svampmyggor. Inga underarter finns listade i Catalogue of Life.